# Bernhard Lentsch
Bernhard Lentsch (* 1984 in Wien) ist ein österreichischer Sozialarbeiter, Kabarettist, Autor und Regisseur.

## Leben
Bernhard Lentsch wuchs in Wien auf und absolvierte dort auch die Ausbildung zum Maschineningenieur. Nachdem er bereits viele Jahre im sozialen Bereich tätig gewesen war, absolvierte er ein Studium der Sozialen Arbeit in Innsbruck. Seit 2010 arbeitet Lentsch als Sozialarbeiter in Wien, u. a. mit ehemals wohnungslosen Menschen, mit Suchtkranken oder Menschen mit Behinderung, sowie ehrenamtlich als Streetworker. Seit 2009 steht er auch als Kabarettist auf Bühnen in Österreich und Deutschland, er wurde mit zahlreichen Kabarettpreisen ausgezeichnet und war Gast in verschiedenen Fernsehformaten des ORF. Lentsch schreibt alle Programme selbst, seine Premieren fanden wiederholt in der Kulisse Wien statt.
Er verbindet die beiden beruflichen Welten, in dem er in der Sozialarbeit auch regelmäßig Vorträge zum Thema Humor hält.
Lentsch ist der Regisseur des Kabarettprogramms Für mich soll's rote Rosen hageln (2021) der ebenfalls preisgekrönten bayerischen Kabarettistin Franziska Wanninger.
Bernhard Lentsch lebt in Wien.

## Kabarett
2010 feierte Lentsch mit seinem ersten Kabarett-Soloprogramm Ein Techniker auf Un/mwegen Premiere. Es folgten zahlreiche Auftritte in Österreich und Deutschland, unter anderem im Theater am Alsergrund, bei der Yppsiade, dem Orpheum, dem CasaNova Vienna oder dem Casino Graz. Er war mehrfach im Vorprogramm des Kabarettisten Gery Seidl zu sehen, u. a. im Stadtsaal Wien. In Deutschland war er viele Jahre regelmäßiger Gast bei den Comedy Mixed-Shows des deutschen Bayern3-Moderators und Comedians Matthias Matuschik.

## Programme
- 2010: Ein Techniker auf Un/mwegen
- 2014: ATMEN
- 2017: Calma
- 2019: Funtastisch

## Auszeichnungen
- 1. Platz Comedy Knock Out (2009)
- 2. Platz Hirschwanger Wuchtel (2009)
- 3. Platz Schmähtterling (2009)
- 2. Platz Most4tler Kleinkunstpreis (2010)
- Finaleinzug Grazer Kleinkunstvogel (2010)
- Finaleinzug Ennser Kleinkunstkartoffel (2010)
- 1. Platz Großer Niederösterreichischer Kabarett- und Comedy Preis (2011)[6]
- Finalist Die große Comedy Chance (2012)

## Regie
- 2014: Kabarettprogramm Flucht vor'm Leben des österreichischen Kabarettisten Heinz Hofbauer. Premiere: 23. Oktober 2014 im Theater am Alsergrund, Wien.
- 2021: Kabarettprogramm Für mich soll's rote Rosen hageln der deutschen Kabarettistin Franziska Wanninger. Premiere: 8. Oktober 2021 im Wirtshaus im Schlachthof, München.

## Fernsehen
- Sehr witzig[7] mit Gery Seidl, Lydia Prenner-Kaspar und Harry Prünster
- Die große Comedy Chance[8]
- Kabarett im Turm[9]
- Pratersterne[10]
- Fakt oder Fake[11] mit Clemens Maria Schreiner

## Radio
- Ö1-Schon gehört?